# Behszahr
Behszahr, dawniej Aszraf (pers. بهشهر, Behshahr) – miasto w północnym Iranie, w ostanie Mazandaran, na Nizinie Południowokaspijskiej, u północnego podnóża gór Elburs.
W 2011 roku miasto liczyło 89 251 mieszkańców. Zostało założone w XVII wieku. Jest ważnym ośrodkiem przemysłu bawełnianego i chemicznego. Mieszkańcy często także trudnią się rzemiosłem. W pobliżu znajduje się lotnisko.